# Lysgöl (Vena socken, Småland, 637441-151972)
Lysgöl är en sjö i Hultsfreds kommun i Småland och ingår i Viråns huvudavrinningsområde. Sjön har en area på 0,0464 kvadratkilometer och ligger 99,6 meter över havet.

## Delavrinningsområde
Lysgöl ingår i det delavrinningsområde (637089-152472) som SMHI kallar för Mynnar i Tvingen. Medelhöjden är 95 meter över havet och ytan är 26,47 kvadratkilometer. Det finns inga avrinningsområden uppströms utan avrinningsområdet är högsta punkten. Vattendraget som avvattnar avrinningsområdet har biflödesordning 2, vilket innebär att vattnet flödar genom totalt 2 vattendrag innan det når havet efter 28 kilometer. Avrinningsområdet består mestadels av skog (76 procent) och jordbruk (15 procent). Avrinningsområdet har 0,15 kvadratkilometer vattenytor vilket ger det en sjöprocent på 0,6 procent.